# 伍德蘭比奇 (密歇根州)
伍德蘭比奇（英語：Woodland Beach）是位於美國密歇根州門羅縣弗倫奇敦特設鎮區的一個普查規定居民點。

## 人口
根據2020年美國人口普查的數據，伍德蘭比奇的面積為1.36平方千米，當中陸地面積為1.35平方千米，而水域面積為0.01平方千米。當地共有人口1899人，而人口密度為每平方千米1,396.32人。